# Speed Racer
Speed Racer è un film di Lana e Lilly Wachowski del 2008.
Trasposizione cinematografica della serie animata giapponese Superauto Mach 5 (nota negli Stati Uniti proprio come Speed Racer) degli anni sessanta, il film racconta la storia di un giovane pilota, Speed Racer, intenzionato a vincere con la Mach 5, una macchina da corsa realizzata dal padre, dotata di una serie di accessori e gadget elettronici del tutto particolari.

## Trama
Anno 2085, Speed Racer (Emile Hirsch) è un diciottenne la cui più grande passione sono sempre state le corse automobilistiche. Le corse in realtà sono nel suo DNA dato che suo padre (John Goodman) e sua madre (Susan Sarandon), gestiscono una piccola officina per auto da corsa, insieme al fratello minore Spritle (Paulie Litt), al meccanico Sparky (Kick Gurry) e la fidanzata Trixie (Christina Ricci). Da bambino Speed adorava il fratello maggiore e pilota record Rex Racer (Scott Porter), cacciato dalla famiglia, divenuto uno dei più scorretti piloti e morto durante una gara di rally, la Casa Cristo nota proprio per la sua pericolosità.
Grazie alla sua abilità alla guida della sua Mach 5 (macchina del fratello) progettata dal padre, diventa molto richiesto nel mondo delle corse, benché i suoi valori principali rimangano la correttezza alla guida e la tranquillità della propria famiglia.
Speed riceve l'allettante proposta di Mr. Royalton (Roger Allam), proprietario del conglomerato Royalton Industries, affinché entri a far parte della sua scuderia. Conoscendo le intenzioni e gli interessi di Royalton, Speed rifiuta, ma ben presto si troverà a dover affrontare la realtà. Il mondo delle corse, da lui tanto sognato, infatti è fatto di corruzione e le gare sono decise a tavolino in base agli interessi degli sponsor. Per le piccole case automobilistiche, come quella della sua famiglia non c'è posto. Tuttavia Speed decide di mettere fine a tutto questo, e alleandosi con i piloti Racer X (Matthew Fox) e Taejo Togokhan (Rain), decide di vincere la famigerata Casa Cristo, senza ricorrere a imbrogli ed illeciti. Inizialmente Speed tiene nascosto alla famiglia di voler partecipare, ma quando essi lo scoprono riceverà tutto il loro sostegno e riuscirà a vincere.
Dopo aver appreso che Togokhan stava facendo solo gli interessi del padre, Speed ha una spericolata gara con Racer X, che a differenza dei sospetti di Speed si rivela non essere suo fratello. Quando torna a casa, Horuko, la sorella di Togokhan, consegna a Speed un regolare invito al 91° gran prix che si è guadagnato vincendo il Casa Cristo.
Speed riesce a vincere anche se Royalton aveva messo una taglia sulla sua testa. Racer X, che sta guardando, rivela attraverso un flashback che egli è davvero Rex Racer che ha finto la sua morte e si è sottoposto a diversi interventi di chirurgia plastica per salvare la sua famiglia e lo sport delle corse. Egli sceglie di non rivelare la sua identità alla sua famiglia, dichiarando che deve vivere con la sua decisione.

La famiglia Racer celebra la vittoria di Speed, che sul podio bacia Trixie, e alla fine Royalton viene mandato in prigione.

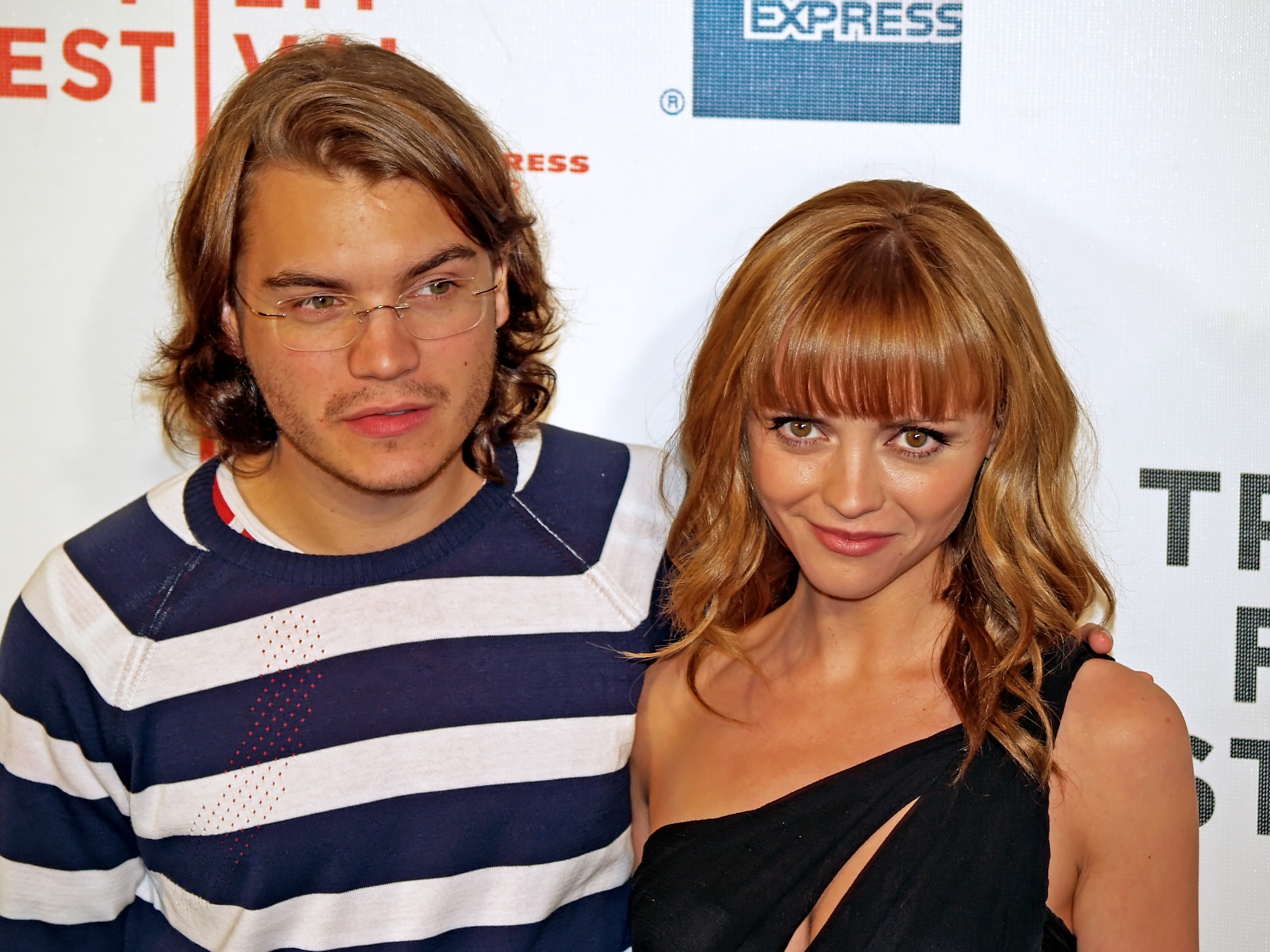
Hirsch e Ricci al Tribeca Film Festival

## Produzione

### Cast
- Emile Hirsch è Speed Racer. Gli attori Joseph Gordon-Levitt, Zac Efron, e Shia LaBeouf erano anche stati considerati per il ruolo.[1] Per prepararsi alla parte, Hirsch ha guardato tutti gli episodi di Mach Go! Go! Go! ed ha visitato il Lowe's Motor Speedway, dove ha incontrato il pilota Jimmie Johnson.[2]
  - Nicholas Elia è Speed Racer da giovane.
- John Goodman è Pops Racer, il padre di Speed.[3]
- Susan Sarandon è Mamma Racer, la madre di Speed.[3]
- Christina Ricci è Trixie, fidanzata di Speed. Ricci è stata scelta al posto di Elisha Cuthbert e Kate Mara.
  - Ariel Winter è Trixie da giovane.
- Paulie Litt è Spritle, il fratellino di Speed.
- Matthew Fox è Racer X, scelto dopo che Keanu Reeves aveva rifiutato il ruolo.[4]
- Nayo Wallace è Minx, fidanzata di Racer X.[5]
- Hiroyuki Sanada è Mr. Musha, un uomo d'affari.[3]
- Rain è Taejo Togokahn, un giovane pilota. Rain, conosciutissimo in Asia ha debuttato ad Hollywood proprio con questo film.[6]
- Yu Nan è Horuko Togokahn, sorella di Taejo Togokhan.[7]
- Richard Roundtree è Ben Burns, commentatore delle gare ed ex pilota.[8]
- Benno Fürmann è l'ispettore Detector.[3]
- Roger Allam è E.P. Arnold Royalton, il corrotto proprietario della Royalton Industries.
- Kick Gurry è Sparky, meccanico e miglior amico di Speed.
- Scott Porter è Rex Racer, fratello maggiore di Speed.[9]
- Gli scimpanzé Kenzie e Willy si sono alternati nel ruolo di Chim Chim, la scimmietta di Spritle. La PETA ha denunciato dei maltrattamenti sugli animali,[10]
- Melvil Poupaud è un commentatore.[11]
- Christian Oliver è Snake Oiler.[12]
- Milka Duno è Gearbox.[13]
- Peter Fernandez è un commentatore. Nel cartone animato Mach Go! Go! Go!, Fernandez doppiava il protagonista.

## Distribuzione
Il film è uscito in contemporanea sia negli Stati Uniti e in Italia il 9 maggio 2008.

## Accoglienza

### Incassi
Con un budget di 120 milioni di dollari, il film si rivelò un flop. La pellicola in Italia ha incassato circa mezzo milione di euro, mentre negli Stati Uniti il risultato al botteghino è stato di 44 milioni di dollari, laddove le previsioni delle Wachowski confidavano di superare i 300 milioni. L'incasso a livello planetario è stato di circa 93,9 milioni di dollari.

### Critica
Il film ha ricevuto durante l'edizione dei Razzie Awards 2008 una nomination come peggior prequel, remake, rip-off o sequel.

## Voci correlate

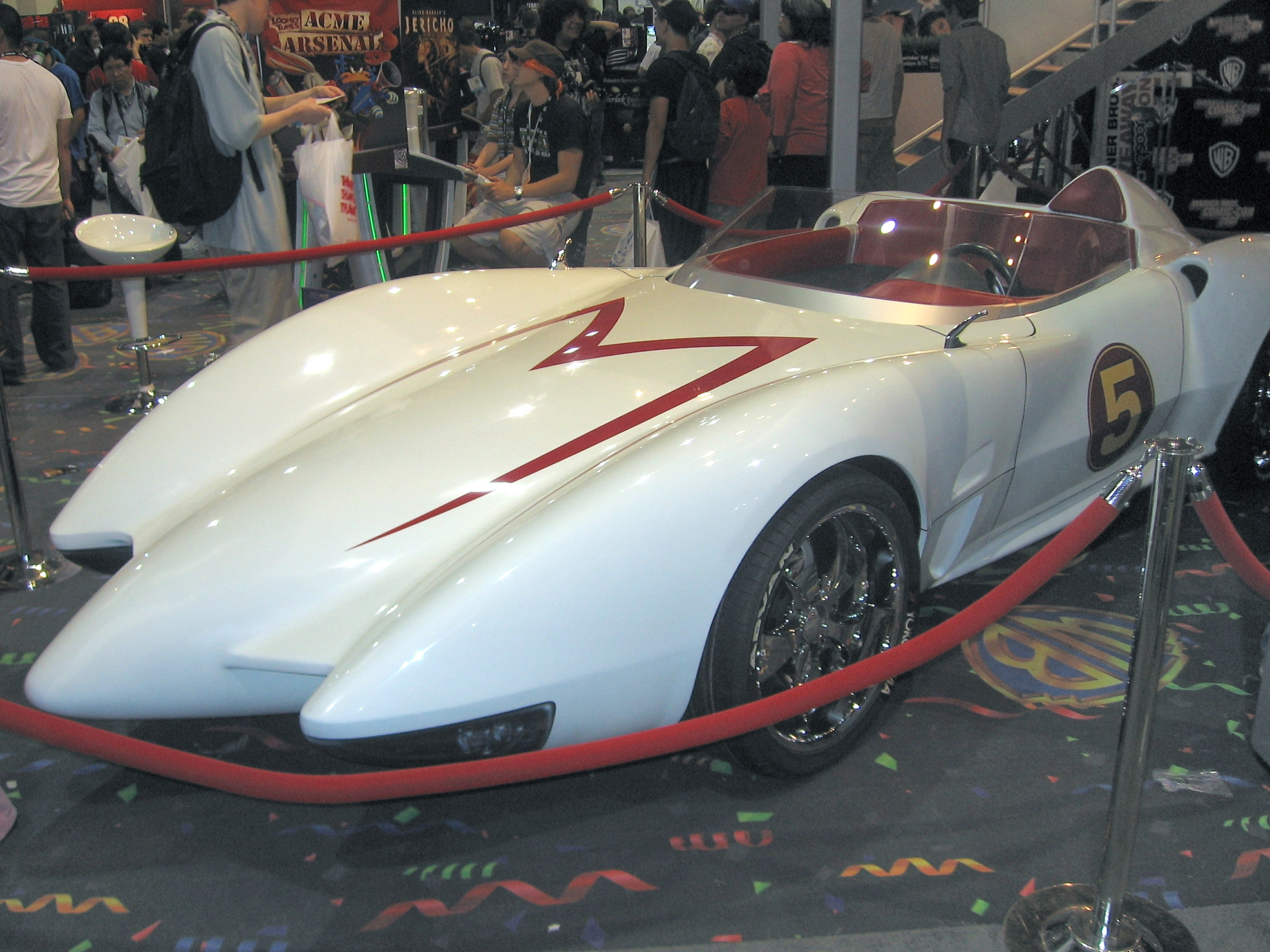
L'automobile da corsa Mach 5, mostrata nel corso della fiera Comic-Con International nel 2007. Questo modello è disegnato per poter essere effettivamente guidato, ma la maggior parte delle sequenze di "corsa" nel film sono state realizzate in grafica computerizzata.